# Народна банка Словачке
Народна банка Словачке (слч. Národná banka Slovenska, NBS), је централна банка Републике Словачке. Основана је 1. јануара 1993. године. Члан је Европског система централних банака, а од 1. јануара 2009. члан је Евросистема. НБС је независна институција и њена основна функција јесте да одржава стабилност над словачким финансијским тржиштем, одређује и одржава мноштво новца у оптицају итд. Седиште јој је у савременој згради у Братислави и у Словачкој има даљих осам регионалних банака.

## Зграда Народне банке Словачке
Зграда НСБ је са својих 111 метара висине највиша зграда у Братислави односно у целој Словачкој. Ова зграда је отворена 23. маја 2002. године и има 33 надземна и 3 подземна спрата које имају 23 лифта. Својом архитектуром као и техничком опремљеношћу спада у супермодерне административне зграде 21. века и добила је престижна признања зграда године 2002.